# Donato Giuliani
Donato Giuliani (Spoltore, 4 ottobre 1946 – Atri, 26 aprile 2025) è stato un ciclista su strada e dirigente sportivo italiano, professionista dal 1970 al 1978.

## Carriera
Ottenne da professionista due soli successi, nelle due principali corse a tappe svizzere, una tappa al Tour de Suisse 1972 e una al Tour de Romandie 1973. Sempre al Tour de Suisse nell'edizione 1973 ottenne anche un secondo posto nella classifica generale finale.
Attivo come direttore sportivo con le squadre di Piero Bini e Franco Gini dal 1986 al 1989, nel biennio 2008-2009 è ds della formazione Continental svizzera Hadimec/Nazionale Elettronica. Nel 2010 viene inibito a vita nell'ambito dell'inchiesta "Via col Doping" condotta dal pubblico ministero padovano Benedetto Roberti.

## Palmarès
- 1966 (dilettanti)

Coppa San Sabino
- 1967 (dilettanti)

Coppa San Sabino
- 1968 (dilettanti)

Coppa Cicogna
- 1969 (dilettanti)

Circuito di San Vittore
- 1972 (Filotex, una vittoria)

1ª tappa Tour de Suisse (Zurigo > Brugg)
- 1973 (Filotex, una vittoria)

2ª tappa Tour de Romandie (Les Diablerets > Moutier)

## Piazzamenti

### Grandi Giri
- Giro d'Italia

1971: 14º
1972: 18º
1973: 29º
1974: 27º
- Tour de France

1975: non partito (15ª tappa)
1976: 32º